# KWHY
KBEH é uma emissora de televisão americana com sede em Los Angeles, Califórnia. É afiliada à rede MTV Tr3s e opera nos canais 63 UHF analógico e 24 UHF digital.